# 1-й провулок Матросова (Житомир)
1-й провулок Матросова — провулок в Корольовському районі міста Житомир. 

## Розташування
Розташований у завокзальній частині міста. Бере початок від вулиці Сергія Параджанова. Завершується у 1-му Новогоголівському провулку. 

## Історія
Станом на початок XX століття місцевості за місцем розташування майбутнього провулка притаманна заболоченість.  
Провулок виник у 1950 році та отримав назву Матросовський провулок. У 1957 році отримав чинну назву. Забудова сформувалася протягом 1950 — 1960-х рр. Станом на 1968 рік провулок та його забудова сформовані. 